# 偕楽園レイクランド
偕楽園レイクランド（かいらくえんレイクランド）は、かつて茨城県水戸市千波町533にあった娯楽施設である。1968年10月20日開園。
偕楽園の南にあり、千波湖沿いにあった。園内には千波湖を一望できる観覧車やジェットコースターがあり、D51形蒸気機関車(D51515)やダグラス DC-3旅客機が展示されていた。D51に関しては2022年現在も展示してあり、自由に触れたり乗ることができる。
また、2010年公開の映画「桜田門外ノ変」のオープンセットがあった。
1982年1月10日に閉園し、しばらく放置されていたが解体撤去され、現在は千波公園となっている。
一部の遊具及び園内に飼育されていた動物は、日立市のかみね公園へ送られた。

## 園内施設
- ジェットコースター
- モノレール
- マッドマウス
- ダグラス DC-3
- 観覧車
- ゴーカート
- D51形蒸気機関車